# Creepin on ah Come Up
Creepin' on ah Come Up es el primer disco del grupo Bone Thugs-N-Harmony. El álbum salió a la venta el 21 de junio de 1994 por el sello discográfico Ruthless Records. En 1998 el álbum fue seleccionado como uno de los 100 mejores álbumes de todos los tiempos.

## Lista de canciones
| N.º | Título                      | Productor (es)    | Duración |  |
| 1.  | «Intro»                     | Eazy-E            | 1:25     |  |
| 2.  | «Mr. Ouija»                 | U-Neek            | 1:20     |  |
| 3.  | «Thuggish Ruggish Bone»     | U-Neek            | 4:41     |  |
| 4.  | «No Surrender»              | U-Neek            | 3:36     |  |
| 5.  | «Down Foe My Thang»         | Rhythm D          | 4:48     |  |
| 6.  | «Creepin on ah Come Up»     | U-Neek            | 4:50     |  |
| 7.  | «Foe tha Love of $»         | DJ Yella & Eazy-E | 4:32     |  |
| 8.  | «Moe Cheese (Instrumental)» | U-Neek            | 4:32     |  |

- Datos: Q601104